# ORP Kondor (1964)
Pour les autres navires du même nom, voir ORP Kondor.
Le ORP Kondor (numéro de coque : 297) est un sous-marin de type 207 (classe Kobben) de la marine polonaise. Le navire a été construit pour la Norvège et lancé au chantier naval allemand Nordseewerke. Il est entré en service dans la marine royale norvégienne sous le nom de KNM Kunna, et après sa mise hors service en 2001, le navire a été transféré à la marine polonaise. Le pavillon polonais a été hissé le 20 octobre 2004, après quoi l’unité a reçu le numéro de coque 297. La marraine du navire était Danuta Hübner.
Du 10 octobre 2008 au 31 mars 2009, le navire a participé à l’opération Active Endeavour de l’OTAN en mer Méditerranée. L’activité du navire consistait à effectuer une surveillance sous-marine des plans d’eau et une reconnaissance secrète, ainsi qu’à identifier des unités de surface. Au milieu de la mission, l’équipage de l’unité a été remplacé. Avant de rentrer au pays, l’unité a subi une inspection technique et des réparations en Turquie. Le ORP Kondor est retourné à Gdynia le 15 juin. Il a été mis hors service le 20 décembre 2017,, et début 2021, l’Agence des biens militaires a annoncé l’acquisition du navire auprès de la Marine pour le vendre avant la fin du premier trimestre de la même année.

## Commandants
- Capitaine Tomasz Krasoń
- Capitaine Leszek Dziadek
- Capitaine Piotr Pawłowski
- Capitaine Robert Rachwał
- Capitaine Krzysztof Snarski
- Capitaine Marek Walder (par intérim)[8].